# Rosina M. Bierbaum

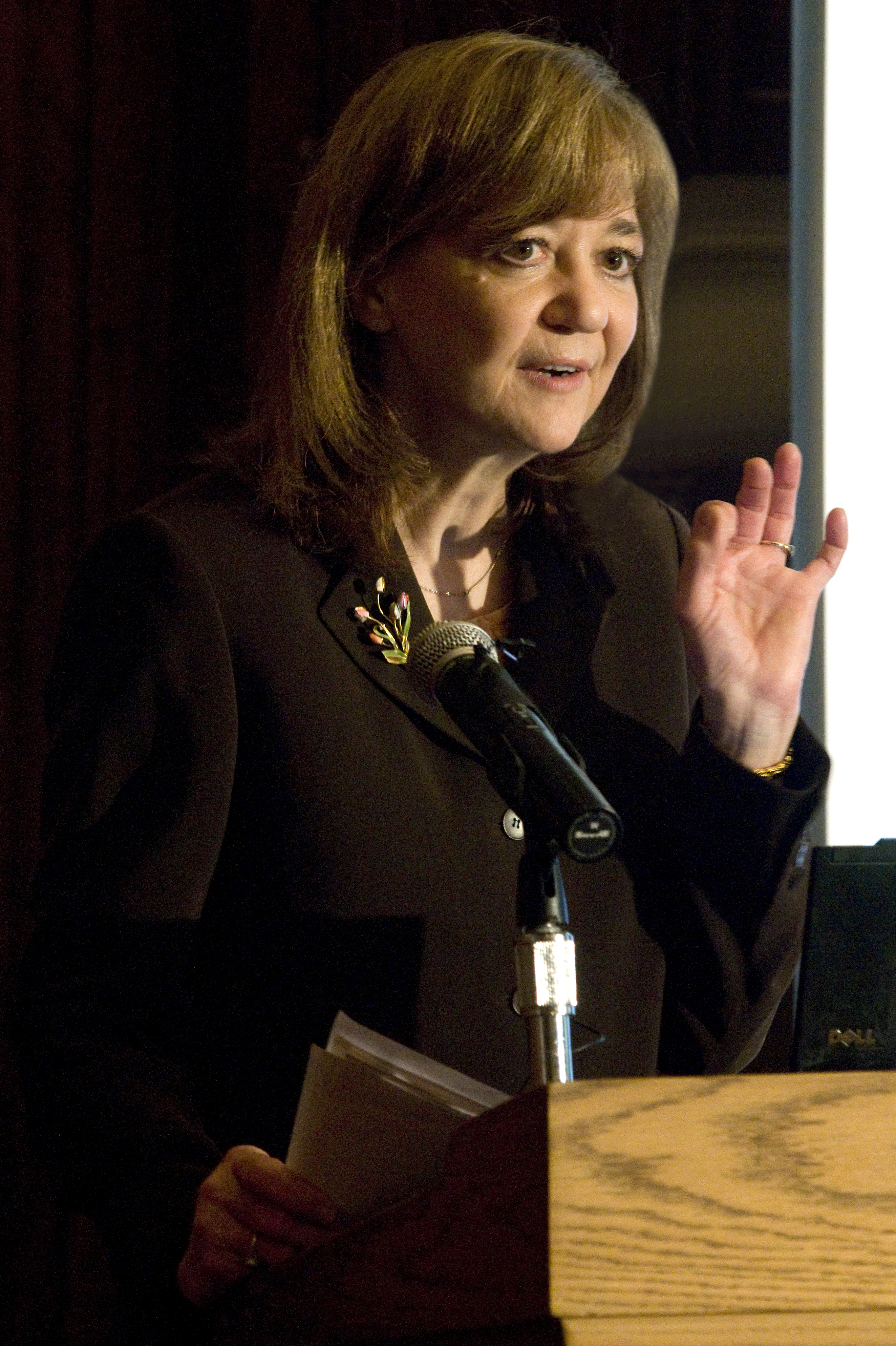
Rosina M. Bierbaum 2010

Rosina Marie Bierbaum (* 30. September 1952) ist eine Ökologin an der University of Michigan und ehemalige Umweltpolitikerin. Sie gilt als Expertin für die Schnittstelle zwischen Umwelt, Wissenschaft und Politik.

## Leben
Bierbaum wuchs in Bethlehem, Pennsylvania, auf. Sie interessierte sich – beeinflusst durch die Schriften von Rachel Carson – schon früh für Umweltfragen und erwarb 1974 am Boston College jeweils einen Bachelor in Biologie und einen in Englischer Literatur, 1985 an der State University of New York at Stony Brook einen Ph.D. in Ökologie und Evolution. Ihre Dissertation hatte den Titel The Physiological Consequences of Harboring a Symbiont: The Effect of Pea Crabs (Pinnotheres maculatus) on Mussels (Mytilus edulis).
Bierbaum arbeitete in verschiedenen Einrichtungen der US-Regierung, zuletzt als Leiterin der Abteilung Umweltschutz im Office of Science and Technology Policy (OSTP), einer Unterbehörde des Executive Office. Sie diente der Regierung Obama als Mitglied des Council of Advisors on Science and Technology (PCAST) und der Weltbank als Beraterin für Fragen der Anpassung an die globale Erwärmung. Bierbaum war Co-Vorsitzende bei der Erstellung des 2010er Weltentwicklungsberichts der Weltbank, Development and Climate Change und des Berichts Confronting Climate Change: Avoiding the Unmanageable and Managing the Unavoidable an die Kommission der Vereinten Nationen für Nachhaltige Entwicklung. Sie war Dekanin der School of Natural Resources and Environment der University of Michigan, wo sie fünf neue Masterstudiengänge etablierte. Hier und an der University of Maryland, College Park, hat sie (Stand 2020) jeweils eine Professur inne.
Rosina Bierbaum ist (Stand 2020) Vorsitzende des Science and Technical Advisory Panel der Global Environmental Facility, einer Einrichtung im Umweltprogramm der Vereinten Nationen, die Umwelt-Vereinbarungen, -Leitlinien und -Kriterien entwickelt. Von 2018 bis 2022 gehört sie zum Board of Directors der American Association for the Advancement of Science (AAAS).

## Auszeichnungen (Auswahl)
- 1998 Fellow der American Association for the Advancement of Science
- 2000 Waldo E. Smith Medal der American Geophysical Union[2]
- 2007 Mitglied der American Academy of Arts and Sciences[3][4]
- 2019 Mitglied der National Academy of Sciences[5]
- 2023 Mitglied der American Philosophical Society